# Кантіано
Кантіано (італ. Cantiano) — муніципалітет в Італії, у регіоні Марке, провінція Пезаро і Урбіно.
Кантіано розташоване на відстані близько 180 км на північ від Риму, 75 км на захід від Анкони, 55 км на південний захід від Пезаро, 28 км на південь від Урбіно.
Населення — 2269 осіб (2014). Щорічний фестиваль відбувається 24 червня, 4-ї неділі серпня. Покровитель — Іван Хреститель (San Giovanni Battista).

## Демографія
Населення за роками:

Станом на 1 січня 2023 року в муніципалітеті офіційно проживало 129 іноземців з 26 країн, серед них 48 громадян країн Євросоюзу та 7 громадян України.

## Сусідні муніципалітети
- Кальї
- Фронтоне
- Губбіо
- Скеджа-е-Пашелупо